# A Milano non fa freddo
A Milano non fa freddo è una raccolta di racconti di Giuseppe Marotta, pubblicata originariamente da Bompiani nel 1949.
È il primo dei tre libri dedicati dallo scrittore partenopeo, in chiave autobiografica, al capoluogo lombardo. Seguiranno Mal di Galleria del 1958 e Le milanesi del 1962.

## Racconti

### Prefazione
L'autore scrive una lettera alla città di Milano, in cui dice che il freddo è molto presente, di giorno e di notte. Ma sul far della sera, quando dalla Chiesa di San Fedele iniziano a suonare le campane, per chi si trovi ad ascoltarle, il freddo non è più tale ed avviene un miracolo simile a quello che capitò al Giusti, che in Sant'Ambrogio, al suono di un celebre inno si sentì di amare i soldati delle truppe occupanti austriache. Perciò contro il freddo milanese, Marotta consiglia una passeggiata vespertina in Piazza San Fedele.

### Bilancio
Marotta riflette sul bilancio della sua vita e asserisce che vi domina il passivo, mentre le voci attive sono poca cosa. Rievoca gli interminabili anni di povertà, di ritorno al punto di partenza. Ora che la seconda guerra mondiale è finita, non riesce a scuotersi di dosso l'idea che le inquietudini siano sempre attorno e dentro di lui. Chiedendosi cosa lascerà ai suoi figli, rievoca qualche ricordo bello, nessuno però scintillante o privo di ombre.

### L'abito
Il racconto è stato pubblicato per la prima volta sull'edizione del 28-29 gennaio 1948 del quotidiano Corriere d'Informazione con il titolo L'abito nuovo.
Trama
Trovatosi in gravi ristrettezze economiche, l'autore si procura, tramite una conoscenza, un pezzo di stoffa militare, per farsi confezionare un abito nuovo. Si rivolge a un sarto di Genova, persona ben referenziata, e decide che l'abito deve essere di un colore diverso dal kaki del tessuto in suo possesso; l'artigiano propone un rosso mattone. A lavoro ultimato, l'abito rilascia tracce di colore sugli altri indumenti dell'autore, così si passa di colore in colore, finché l'abito non può reggere un'altra tinteggiatura. Il committente tenta una protesta legale contro il sarto; ne riceve una diffida dalla categoria dei sarti genovesi. La stoffa originaria kaki era già frutto di una tinteggiatura su altro colore e il lavoro è stato svolto secondo le richieste del cliente, che si deve rassegnare al danno e alla beffa.

### Carlo e Teresa
La storia si suddivide in numerosi quadri e narra il povero trascorrere dei giorni di una giovane coppia milanese. Carlo è stato licenziato e deve rassegnarsi a una serie di lavori di ripiego, che non consentono di coprire le spese quotidiane. Qualche aiuto viene dato dalla madre di Teresa, ma malvolentieri e con ostilità verso l'incolpevole Carlo. Quando si busca una polmonite, tutto se ne va in medicine, ma fortunatamente Carlo guarisce, dopo che Teresa ha fatto un voto a Sant'Antonio.

### «Millenovecentoventisette»
Suddiviso in alcuni capitoli brevi, è il racconto dell'arrivo a Milano di Marotta, con un compaesano. È il 1927. Povertà, fame, freddo, lavori saltuari e mal pagati. Eppure l'autore trova sempre qualcuno che aiuta, che comprende, che mette la parola giusta. Una lunga bohème, destinata a portare Marotta a contatto con l'editoria e a pubblicare i suoi scritti.

### Piazza del Duomo
Soggetto del racconto è cosa significhi la piazza per un immigrato e come si impari ad amarla.

### Il libretto da messa
Il racconto è stato pubblicato per la prima volta l'11 giugno 1948 sul quotidiano Corriere della Sera.
Trama
Accorato ricordo della madre, di cui ha conservato questo particolare effetto personale. Il libretto ha sostenuto la donna quando si è separata dal figlio, perché lui si trasferiva al Nord; a maggior ragione l'ha aiutata quando lei, vedova, lo ha raggiunto. Tramite il libro di preghiere, Marotta ha capito il declino della mamma, la sua confusione senile e la smemoratezza. Ora lo tiene con sé, con un ricordo del babbo e un dentino da latte che gli era caduto tanti e tanti anni prima.

### Maggio da noi
Il racconto è stato pubblicato per la prima volta il 12 maggio 1948 sul periodico Corriere dell'informazione.
Trama
A Milano la primavera non è precoce, come succede a Napoli o a Roma: l'inverno si ritira solo a suo tempo. Eppure, in questa descrizione di Marotta, un limone su un terrazzo può fare in tre giorni ciò che non è avvenuto in vari mesi. Questa è la primavera milanese, quando arriva, forte e sicura, non fa rimpiangere, ma ripaga con gli interessi quanti l'hanno desiderata.

### Parole in vetrina
Il racconto è stato pubblicato per la prima volta il 29 maggio 1948 sul quotidiano Corriere della Sera.
Trama
La vetrina di una macelleria: due teste bovine in mostra. L'autore decide che sono la mucca Giovanna e il bue Simeone. Le due teste si parlano e rievocano quanto rispetto e amore hanno avuto nei loro riguardi i rispettivi proprietari. Ma, poiché l'innocente dialogo tra le due teste spinge l'autore a sognare di riportarle tra i campi, la necessaria chiusura della macelleria pone fine a dialoghi e sogni.

### Vecchio Naviglio
Il racconto è stato pubblicato per la prima volta il 30 luglio 1948 sul quotidiano Corriere dell'informazione.
Trama
In questo racconto il Naviglio milanese è onnipresente: definito ferrovia d'acqua è un percorso abituale per l'autore, con gli amici o solo. Ma la strana natura del Naviglio ne fa anche una discarica e un luogo per far sparire cadaveri. Marotta e un amico, volendo disfarsi dei panni logori e non più utilizzabili, ne fanno un grosso pacco e scendono al corso d'acqua per gettarvelo. Si imbattono in un tutore dell'ordine, perciò si spostano tirandosi dietro il fardello. Ma ancora, e più volte, quando pare che abbiano trovato il posto giusto, sempre si materializza accanto a loro un possibile testimone, pronto a segnalarli se per caso dovesse emergere il cadaverino di un bimbo gettato alle acque. Solo all'alba, dopo aver fatto il giro della città, i due soci trovano il modo di disfarsi del fagotto.

### Porta Venezia
Il racconto è stato pubblicato per la prima volta il 6 settembre 1948 sul periodico Corriere dell'informazione.
Trama
Rievocazione di un luogo ameno della città, legato a ricordi piacevoli e a prospettive di campagna vicina.

### Amore e morte a Milano
Il racconto è diviso in due parti, dedicate rispettivamente all'amore e alla morte, come sono viste da Marotta nel modo di vivere dei milanesi.
Trama
Una ragazzina va a lavorare, finché un giorno, a quattordici anni, ci si rende conto che è una piccola donna e si comincia a chiamarla "Signorina". La fanciulla comincia ad essere osservata dai giovani e ne sceglie uno, con il quale il fidanzamento è una serie piuttosto regolare di piccoli divertimenti. Un giorno si fa il matrimonio, rappresentato da due buste paga, perché i coniugi continuano i rispettivi lavori e passano il loro primo tempo a condividere il ritorno a casa la sera. Quindi arriverà un piccino e i due lo collocheranno da una nonna, prima di raggiungere i luoghi di lavoro. Sono felici? Di certo sono molto indaffarati.

La morte è qualcosa che arriva all'improvviso, specie quando l'uomo ha finito gli anni lavorativi e rimane a casa, non per capriccio, ma perché ha svolto il proprio ruolo. E a lui, ricco o modesto o povero, d'improvviso lei, la morte, fa sì che non esista più. Mai lacrime a Milano, compostezza, compunzione, ma presto il padre, il fratello, l'amico giacciono tutti al cimitero e la vita continua.

### Il «barbone»
Il racconto è stato pubblicato per la prima volta il 16 novembre 1948 sul quotidiano Corriere della Sera.
Trama
Nell'estrema periferia della città, in una casa di lamiere, vive Luigi, un barbone, con una donna. La famigliola vive di niente, ma l'uomo non ruba, perché la condizione di barbonismo non ha a che fare con quella di ladro o delinquente. L'autore racconta di come è diventato amico di Luigi e di quante avversità hanno portato il barbone alla presente condizione. Un lavoro perso e non ritrovato; un lasciarsi andare al destino; la morte del figlioletto sotto alle zampe di un cavallo impauritosi; la notte passata sotto la neve e il risveglio in un mantello rigido come una corazza. Tutto ciò e molto altro Marotta si fa narrare da Luigi.

### Il più felice
Il racconto è stato pubblicato per la prima volta sull'edizione del 6-7 agosto 1948 del quotidiano Corriere dell'informazione.
Trama
L'autore si chiede chi sia l'uomo più felice di Milano: la domanda diventa il pretesto per una descrizione di molti tipi umani, dall'uomo d'affari al venditore di calcolatrici. Per qualche ragione nessuno sembra felice per quello che ha nel presente, ma pare che tutti abbiano conosciuto la felicità nel passato, quando dovevano raggiungere i loro primi traguardi. Persino la minestra dei muratori è motivo di rimembranze per chi oggi è notaio o ingegnere, perché dovette a suo tempo fare ogni lavoro per pagarsi gli studi.

### Lettere da Milano
Il signor Vincenzo è vedovo da pochi mesi; vive a Roma da solo, i suoi figli sono a Milano. Ha trascorso la vita con Olimpia, condividevano ogni giorno e lui credeva di sapere tutto di lei. Dopo la morte della moglie, Vincenzo scopre in fondo a un baule due pacchetti di lettere che Olimpia riceveva in assoluto segreto, da ciascuno dei figli. La scoperta turba Vincenzo al punto che non dorme più la notte, si assopisce solo all'alba. Credeva che ogni settimana lui e Olimpia scrivessero insieme ai figli: discutevano molto su cosa dire e come esprimere i loro sentimenti di genitori. Ora sa che la sua compagna di tanti anni era due persone diverse per i figli e una per il marito e non si dà pace.

### Il vecchio dottore
Il racconto è stato pubblicato per la prima volta il 27 luglio 1948 sul quotidiano Corriere della Sera.
Trama
Un medico anziano, rispettato e solitario pensa al fatto che la morte è verità, dignità. Pensa ai malati che ha curato e operato, al bisturi che ha inciso per togliere il male. La riflessione lo porta alle paure degli uomini verso il medico e i suoi strumenti, vane paure perché quegli stessi uomini non hanno esitato ad uccidersi e torturarsi con ferocia, separati da diversità di idee o da interesse camuffato per sembrare ideale. Il medico dice che vorrebbe affacciarsi e dire a tutti di rispettare la morte e di dare a chi ha bisogno di morire il necessario pudore, il silenzio che è loro indispensabile.

### Macao
Marotta introduce una riflessione sull'impersonalità della roulette, per poi sostenere quanto sia diverso giocare con persone come avversari. Descrive una serata dal suo titolare di lavoro, quando stava per vincere a macao una certa somma, insieme a un amico. I due erano in procinto per intascare il frutto della vittoria, ma vollero dare al principale un'ulteriore possibilità: persero e si indebitarono. Erano poveri, risparmiavano ogni spicciolo, così dovettero impegnare tutto per rifondere il debito.

### Il correttore
Il racconto è stato pubblicato per la prima volta il 18 luglio 1946 sul quotidiano Corriere della Sera.
Trama
Marotta incontra il signor Giovanni G., uomo colto e che ha girato il mondo, ma non ha un soldo in tasca e chiede di pubblicare un racconto. Il principale si accorge dell'uomo e decide di beneficarlo, dandogli un fantomatico lavoro di correttore di bozze. Giovanni vive nei sogni e il lavoro lo fa in realtà Marotta. Un giorno, il principale fornisce i soldi per comprare vestiario a Giovanni e affida il denaro a Marotta che così si sente di fargli da padre. A quel punto è chiaro che la misera condizione di Giovanni ha qualcosa di inguaribile: accetta il dono, ma avrebbe preferito i contanti. Invece neppure cento lire per pagare una cambiale. Con le sue cose impacchettate viene messo in auto e condotto al suo alloggio. Marotta è accolto da molta curiosità in ufficio, alla quale non può che opporre amarezza.

### Gianna
Gianna è un'operaia di diciannove anni e si è gettata da un alto terrazzino, dopo essere stata licenziata. Lo stabilimento produce e stampa giornali, riviste, libri, tutti molto popolari: i dipendenti, uomini e donne, trovano la sera tutte le illusioni che aiutano a sostenere le loro vite così povere. Eppure il signor T., il padrone, è troppo duro con i sottoposti e li licenzia per qualche motivo, spesso lieve. A Gianna è successo di rubare una rivista che fino a ieri poteva prendere liberamente dal mucchio. Scoperta, ha tentato di assumere gli atteggiamenti delle eroine dei romanzetti che divora per dimenticare il presente: riesce solo a irritare il padrone e a trovarsi sul lastrico. Allora la realtà ha il sopravvento: non può tornare a una famiglia che conta sul suo stipendio. Si getta dal punto più alto dello stabilimento, ma una leggenda vuole che si sia fermata sui fili del tram, davanti alla finestra del padrone. Scenderà quando anche lui passerà nell'altro mondo.

### Il terrone
Il racconto è stato pubblicato precedentemente il 26 gennaio 1947 sul quotidiano Corriere della Sera con il titolo Milano e l'uomo del Sud.
Trama
L'immigrato dal Meridione non capisce le strade di Milano, perché le vede come in sogno; invece i milanesi le possiedono. Chi arriva dal Sud d'Italia è incline alle lacrime; chi vive da sempre nella brumosa città lombarda è abituato a soffocare i sentimenti e a guardare avanti. Il confronto dura a lungo e i due italiani, del nord e del sud, continuano a non capirsi. Ma una cosa è certa: il cielo dell'uno è il prolungamento del cielo dell'altro.

### L'acqua
Il racconto è stato pubblicato precedentemente il 10 agosto 1946 sulla prima pagina del quotidiano Corriere della Sera con il titolo Acqua del parco.
Trama
C'è un parco, a Milano, dove da una fontana si può bere l'acqua sulfurea. Molti sono i poveri che si incontrano ogni giorno lì e Marotta impara a conoscerli. Nessuno di loro può permettersi cure costose in luoghi rinomati, un'automobile, un di più; si accontentano così dell'acqua della fonte nel Parco con il suo sapore di uova marce. E poi nascono conversazioni e tutti sono fiduciosi che l'acqua guarirà, lo dicono ai neofiti, come Marotta.

### I saluti
Il racconto è stato pubblicato per la prima volta l'11 agosto 1948 sul quotidiano Corriere della Sera.
Trama
Storia della confessione di un moribondo, che però vuole congedarsi dalla terra, invece di pensare al Cielo. Inutilmente gli vengono ricordati i peccati che sicuramente ha fatto, ogni volta cambia discorso e sostiene di non ricordare perché provò rimorsi, di che peccato si trattasse. Se ne va il tempo e il prete continua a chiedere, ma l'inevitabile risposta definitiva è: chiedetemelo un'altra volta.

## Edizioni
- Giuseppe Marotta, A Milano non fa freddo, illustrazione della sopracoperta di Riccardo Manzi, Bompiani, Milano 1949
- Giuseppe Marotta, A Milano non fa freddo, Bompiani, Milano 1957
- Giuseppe Marotta, A Milano non fa freddo, Garzanti, Milano 1966
- Giuseppe Marotta, Opere: L'oro di Napoli: A Milano non fa freddo: Pietre e nuvole: San Gennaro non dice mai no, introduzione di Carlo Bo, Valentino Bompiani, Milano 1967
- Giuseppe Marotta, A Milano non fa freddo, introduzione di Oreste Del Buono, A. Mondadori, Milano 1972
- Giuseppe Marotta, A Milano non fa freddo, EGL, Milano 1974
- Giuseppe Marotta, A Milano non fa freddo, illustrazioni di Giuseppe Marotta, Litolega s.r.l., Bresso 1984
- Giuseppe Marotta, A Milano non fa freddo, Rizzoli, Milano 1987
- Giuseppe Marotta, A Milano non fa freddo, a cura di Luca Daino, UNICOPLI, Milano 2016